# Reglas Ritter

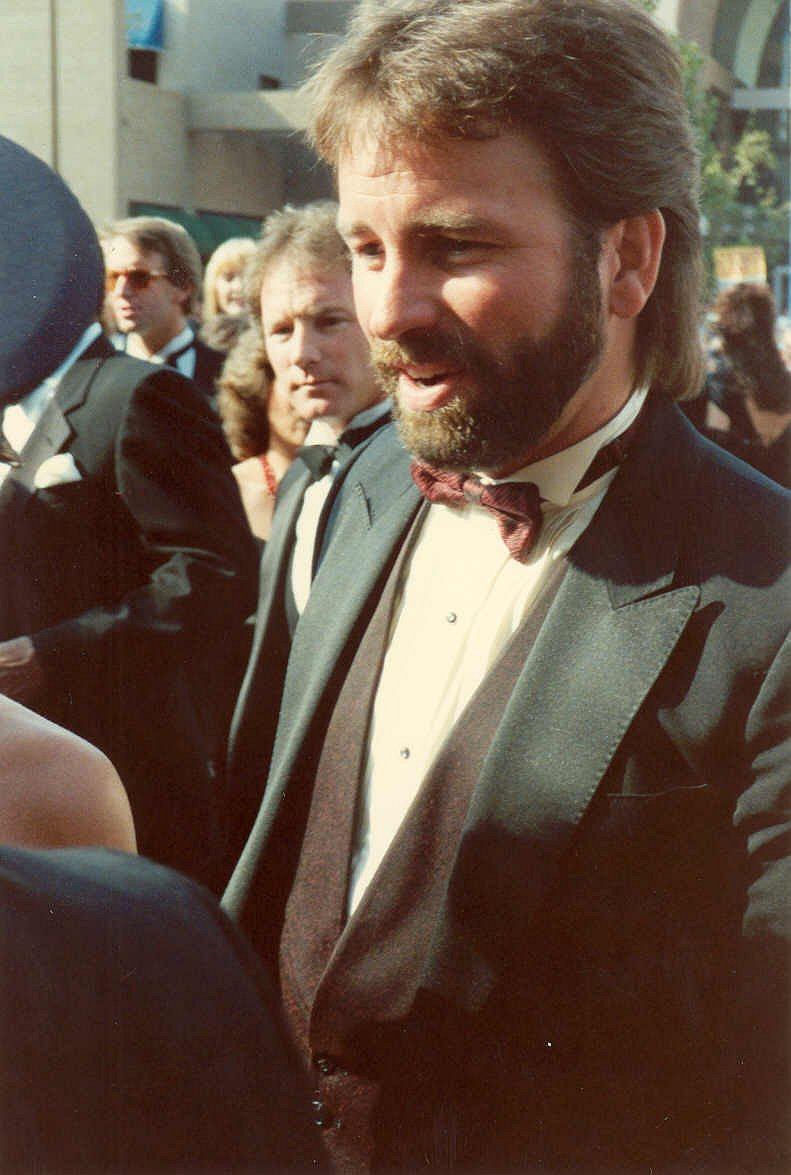
John Ritter.

Las Reglas de Ritter (Ritter Rules) son recordatorios salvavidas para prevenir, reconocer y saber qué hacer en caso de una disección aórtica, un desgarro mortal en la gran arteria aorta que lleva sangre desde el corazón a todo el cuerpo. Se han llamado así en memoria del actor John Ritter (Jack Tripper en Apartamento para tres), que murió como consecuencia de ello.
El 11 de septiembre de 2003, durante los ensayos de la comedia de situación «8 Simple Rules for Dating My Teenage Daughter» (No con mis hijas), Ritter se quejaba de dolores en el pecho y fue trasladado a un hospital cercano. Tenía un gran aneurisma y una rotura de aorta, pero se trató como un ataque cardíaco y murió esa misma noche.
Después de la muerte de Ritter, su viuda, la actriz Amy Yasbeck creó la John Ritter Foundation for Aortic Health y ha desarrollado campañas de concienciación pública junto a The Thoracic Aortic Disease (TAD) Coalition. Las Reglas de Ritter es una de esas campañas, creada por la Dra. Dianna Milewicz, de la University of Texas Medical School, que ha tenido gran repercusión mediática.
El Reglamento de Ritter combina el conocimiento con la acción. Con él sabrá de la importancia de la disección de aorta, sus síntomas, qué cosas tienen un mayor riesgo y qué pruebas de imagen son necesarias para el diagnóstico eficaz de esta emergencia médica.
Sus reglas se detallan a continuación:

## Las reglas
Aviso médico
URGENCIA: La disección de la aorta torácica es una emergencia médica.
La probabilidad de supervivencia disminuye un 1 % cada hora que el diagnóstico y la reparación quirúrgica se retrasan.
DOLOR: El dolor severo es el síntoma número 1.
Busque atención médica de emergencia tras el inicio repentino de un dolor intenso en el tórax, el estómago, la espalda o el cuello. El dolor puede ser punzante, desgarrador, intenso, cambiar de sitio o ser de una manera diferente a cualquier dolor que haya tenido anteriormente y que le haga sentir que algo muy malo está ocurriendo. 
DIAGNÓSTICO ERRÓNEO: La disección aórtica puede parecerse a un ataque al corazón.
Los ataques al corazón son mucho más comunes que la disección aórtica. Pero si un ataque al corazón o cualquier otro diagnóstico importante no se establece de manera clara y rápida, a continuación, la disección aórtica debe ser inmediatamente considerada y descartada, en particular si un paciente tiene antecedentes familiares o las características genéticas de un síndrome que predispone al paciente a un aneurisma o a una disección de aorta.
PRUEBAS DE IMAGEN: Realizar la exploración correcta para descartar la disección aórtica.
Solo tres tipos de estudios por imagen pueden identificar aneurismas y disecciones de aorta: El TAC, la resonancia magnética y el ecocardiograma transesofágico. Con una radiografía de tórax o un electrocardiograma no se puede descartar una disección aórtica.
FACTOR DE RIESGO: la disección aórtica a menudo va precedida por una dilatación de la primera parte de la aorta, la que sale del corazón, a esta dilatación se la denomina aneurisma de aorta.
Si tiene un aneurisma, se encuentra en una situación de mayor riesgo de sufrir una disección aórtica. 
FACTOR DE RIESGO: Los antecedentes personales o familiares de enfermedades torácicas son un riesgo.
Si usted o un miembro de su familia vive con un aneurisma o si tiene un familiar que ha tenido una disección aórtica, tiene un riesgo mayor de padecer una disección de aorta torácica. En esos casos, usted y el resto de miembros de su familia deberían ser evaluados para determinar si hay predisposición a padecer un aneurisma o una disección de la aorta.
FACTOR DE RIESGO: Ciertos trastornos genéticos son un riesgo.
Estos síndromes genéticos aumentan mucho el riesgo de padecer una afección de la aorta torácica y una disección de la aorta potencialmente mortal: el síndrome de Marfan, el síndrome de Loeys-Dietz, el síndrome de Turner y el síndrome de Ehlers-Danlos vascular.
FACTOR DE RIESGO: La afección de la válvula aórtica bicúspide es un riesgo.
Si usted tiene una válvula aórtica bicúspide (dos valvas en vez de la típica de tres), o le han efectuado una cirugía de válvula aórtica bicúspide, es necesario hacer un seguimiento de su aorta torácica.
DESENCADENANTES: El estilo de vida o un traumatismo pueden ser el origen de la disección aórtica.
Es posible ocasionar una disección de la aorta por una lesión en el pecho, por un esfuerzo extremo, por abuso de drogas, por la mala prevención y tratamiento de la presión arterial alta o por la interrupción de la medicación necesaria para controlar la presión sanguínea. En raras ocasiones el embarazo puede desencadenar una disección aórtica, sin embargo, las mujeres con aneurismas de la aorta o con desórdenes del tejido conjuntivo que estén embarazadas tienen un mayor riesgo de padecer una disección aórtica durante el final de la gestación o el parto, y deben ser monitorizadas cuidadosamente por un especialista cardiovascular.
PREVENCIÓN: El seguimiento médico es esencial para prevenir la disección aórtica.
Si tiene una enfermedad que afecte a la aorta torácica, el tratamiento médico, que incluye un control óptimo de la presión sanguínea, pruebas de imagen de la aorta y el asesoramiento genético, es muy recomendable. Hable con su médico.